# Hiroko Konishi
Hiroko Konishi (小西 寛子?, Konishi Hiroko; Kawagoe, 26 ottobre 1975) è una doppiatrice, cantante e musicista giapponese.

## Biografia
È nota soprattutto per essere la doppiatrice originale di vari personaggi degli anime tra cui TK Takaishi in Digimon, Sae Sawanoguchi in Il club della magia!, Nene Romanova in Bubblegum Crisis Tokyo 2040 e Akane Kimidori in Dr. Slump.
Ha iniziato la sua carriera da doppiatrice nel 1995.

## Doppiaggio

### Anime
- Tenchi muyō! (1995)
- Fushigi yûgi (1995)
- H2 (1995)
- Il giocattolo dei bambini (1996)
- Il club della magia! (OAV) (1996-1997): Sae Sawanoguchi
- Sei in arresto! (1996-1997): Sena Wakabayashi
- Kindaichi shōnen no jikenbo (1997)
- Luna, principessa argentata (1997)
- What a Mess Slump e Arale (1997-1999): Akane Kimidori
- Aika (1997): Rion Aida
- Buttobi CPU (1997)
- Bomberman B-Daman Bakugaiden (1998)
- Mack, ma che principe sei? (1998)
- St. Luminous Mission High School (1998)
- Bubblegum Crisis Tokyo 2040 (Nene Romanova) (1998)
- Yume de aetara (1998)
- Magica DoReMi (1999-2003): Felina
- Digimon Adventure (1999-2000): T.K. Takaishi, Otamamon
- Il club della magia! (1999): Sae Sawanoguchi
- Ima, soko ni iru boku (1999): Boo
- Sol Bianca - L'eredità perduta (1999-2000): Mayo

### Videogiochi
- Mega Man 8 (1996): Roll, Eddie
- Mega Man Battle & Chase (1997): Roll, Ice Man
- Vampire Savior: The Lord of Vampire (1997): Lilith Aensland
- Mahō Gakuen Lunar! (1997): Lena
- Brave Fencer Musashi (1998): Mint
- Doki Doki Poyatchio!! (1998): Cynthia
- Persona 2: Innocent Sin (1999): Lisa Silverman
- The Misadventures of Tron Bonne (1999): Denise Marmalade
- Persona 2: Eternal Punishment (2000): Lisa Silverman
- Grandia II (2000): Elena
- Kanon (2000): Shiori Misaka
- Digimon Rumble Arena (2001): T.K. Takaishi
- Guilty Gear XX (2002): Bridget
- Guilty Gear Isuka (2003): Bridget
- Guilty Gear: Dust Strikers (2006): Bridget
- Guilty Gear Judgment (2006): Bridget

### Film d'animazione
- Digimon Adventure: Our War Game! (2000): T.K. Takaishi

## Doppiatrici italiane
- Tatiana Dessi: T.K. Takaishi
- Emanuela Pacotto: Akane Kimidori
- Federica De Bortoli: Nene Romanova, Sae Sawanoguchi, Rion Aida
- Cristiana Rossi: Hehe
- Benedetta Ponticelli: Mayo